# Наполеон Лущкевич

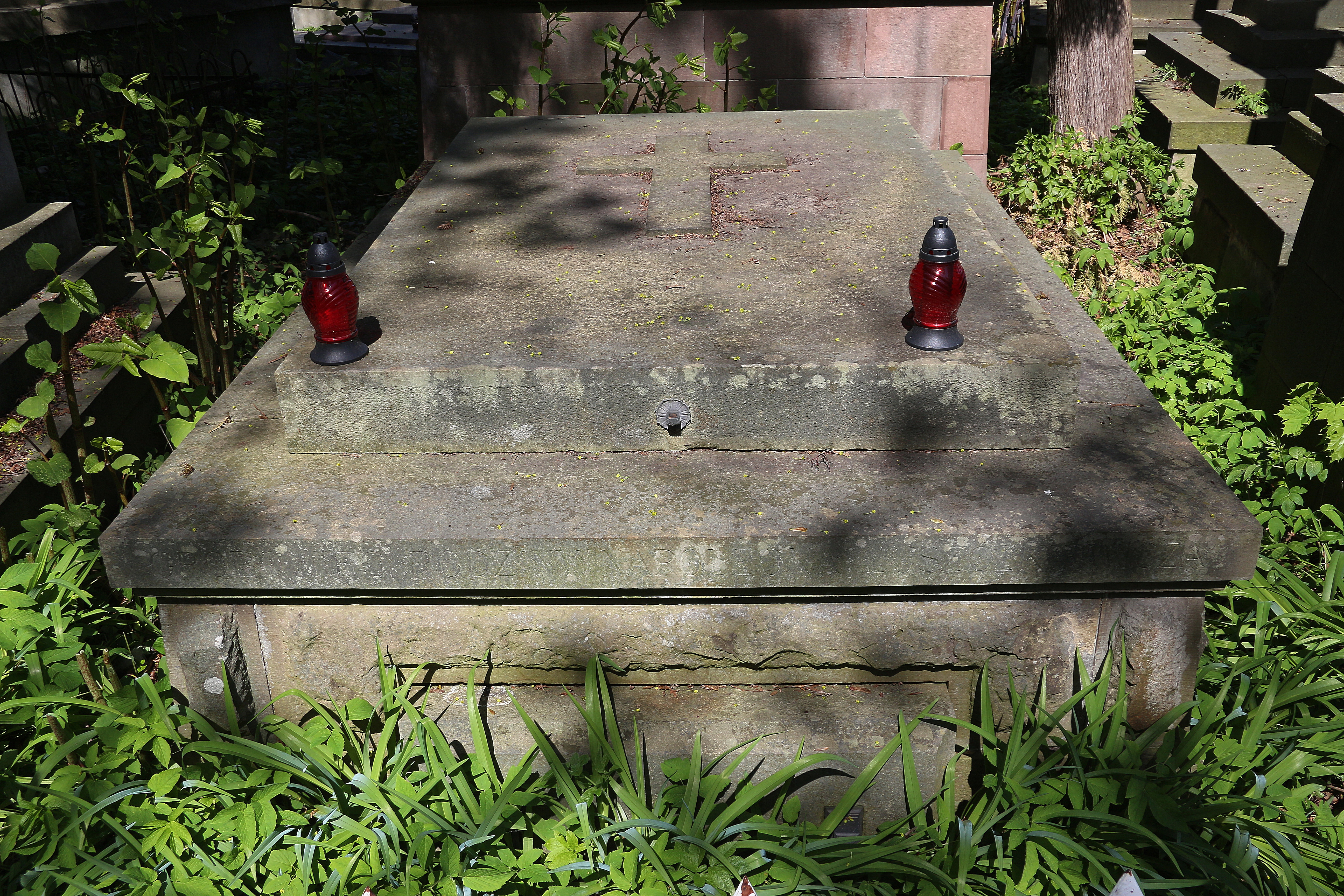

Наполеон Лущке́вич (пол. Napoleon Łuszczkiewicz, 1859, Краків — 6 серпня 1906, Трускавець) — польський архітектор.

## Біографія
Народився у Кракові в родині польського живописця і мистецтвознавця Владислава Лущкевича. Навчався у Відні та Кракові. Від 1887 року мешкав у Львові. Патент будівничого отримав 1890 року. Від 1893 року член Політехнічного товариства у Львові. 1903 року очолив кредитну спілку будівничих у Львові. Був також членом Товариства наукової допомоги для Тешинського князівства. Споруджував будинки в історичних стилях, часом — вілли із застосуванням стилізованих елементів народного будівництва. Пізніше перейшов до стилістики сецесії. Збанкрутувавши вчинив самогубство, перебуваючи у місті Трускавець. Похований у Львові на  1а полі Личаківського  цвинтаря..
Роботи у Львові
- Керівництво спорудженням Галицької ощадної каси у Львові (1890—1892, проект Юліана Захаревича).
- Вілла Юліана Ванґа (1899; вул. Франка, 114). У літературі, присвяченій архітектурі Львова, прийнято вважати, що автором проекту вілли був архітектор Теодор Мар'ян Тальовський. Однак цього не підтверджують наявні архівні документи: проектні креслення вілли мають підписи й печатки саме Лущкевича.[4]
- Вілла «Марія» зі стилізованими дерев'яними елементами у закопанському стилі на нинішній вулиці Франка, 122 (1896).[5][6]
- Будинок на нинішній вулиці Грушевського, 15 (1897).[7]
- Вілли на нинішній вулиці Самчука, 28, 32 (1897).[8]
- Житловий будинок на вулиці Тершаковців, 4 (1898)[9].
- У 1895—1899 роках спорудив комплекс казарм батальйонів піхоти на Клепарові: на вулиці Клепарівській, 22, 24; Ветеранів, 13, 15; Арцішевського (нині Ген. Грекова) 3, 5; та Інвалідів (нині Батуринська) 2, 4. Усі в стилі неоренесансу. Співавтор Альфред Каменобродський.[10][11]
- Казарми кавалерії на вулиці Личаківській, 103 (до 1899, співавтор Альфред Каменобродський).
- Реконструкція палацу мистецтв Галицької крайової виставки (1902).
- Вілла Ванди Дембіцької на нинішній вулиці Коновальця, 81 (проект 1902, збудована 1903).[12]
- Вілла № 1 на нинішній вулиці Парковій (1887), а також 5, 7, 9 там же (1904).[13][14]
- Вілла «Vitellio» промисловця Станіслава Желехівського, збудована у 1904—1905 роках. Була попередницею нинішнього будинку, що на вулиці Франка, 105, спорудженого 1938 року.
- Реконструкція костелу святого Миколая у 1904—1905 роках, спільно з Міхалом Лужецьким.
- Будинки № 22, 24, 26 на вулиці Стрийській (1906).[15]
- Будинки № 87, 89 на нинішній вулиці Городоцькій (1905—1906).
- Житлові будинки № 6, 8, 10 у стилі орнаментальної сецесії для родини Фрідріх на нинішній вулиці Мартовича. Збудовані 1907 року Владиславом Садловським за проектом Лущкевича від 1906.[16]

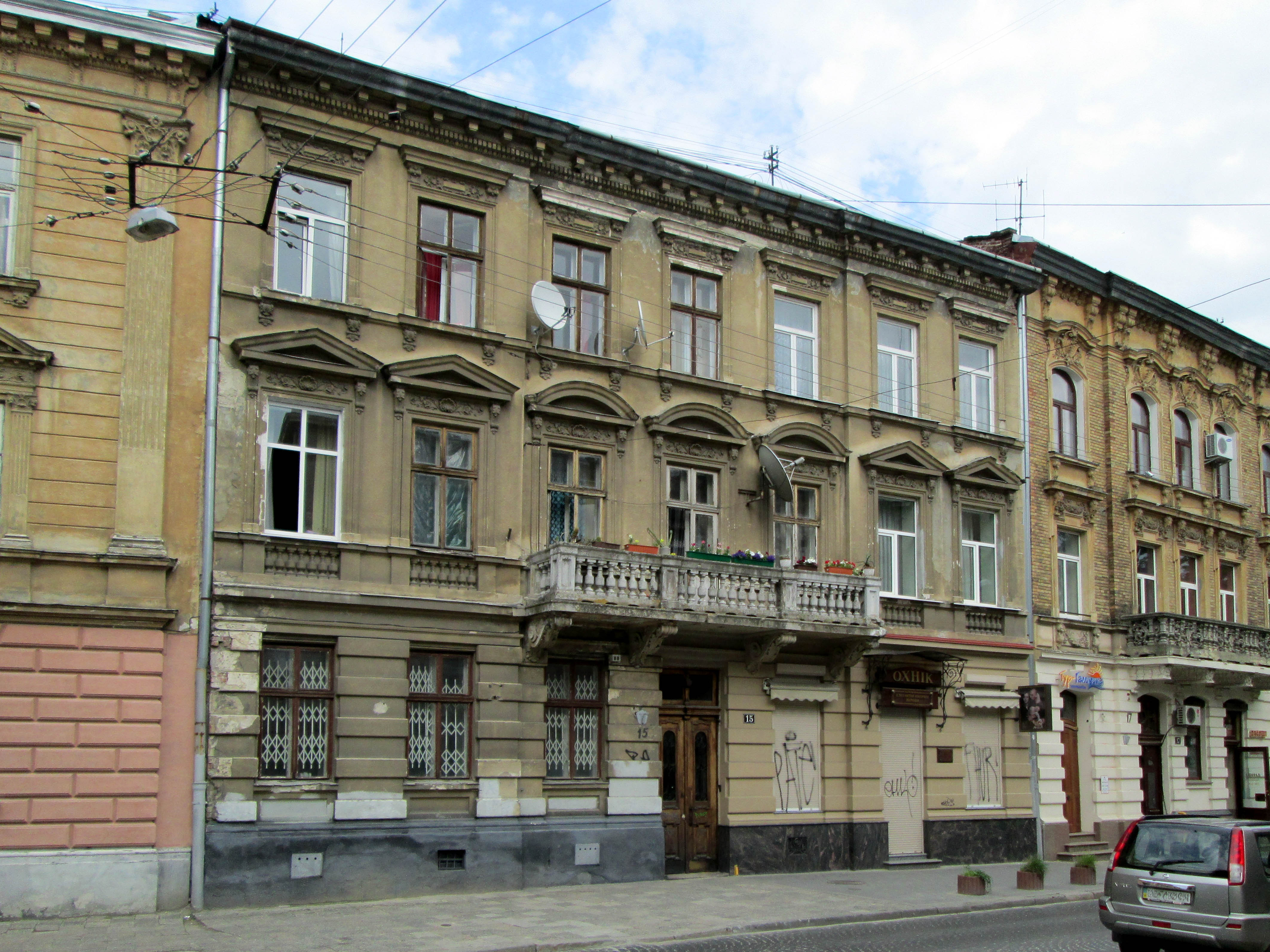
Будинок на вул. Грушевського, 15
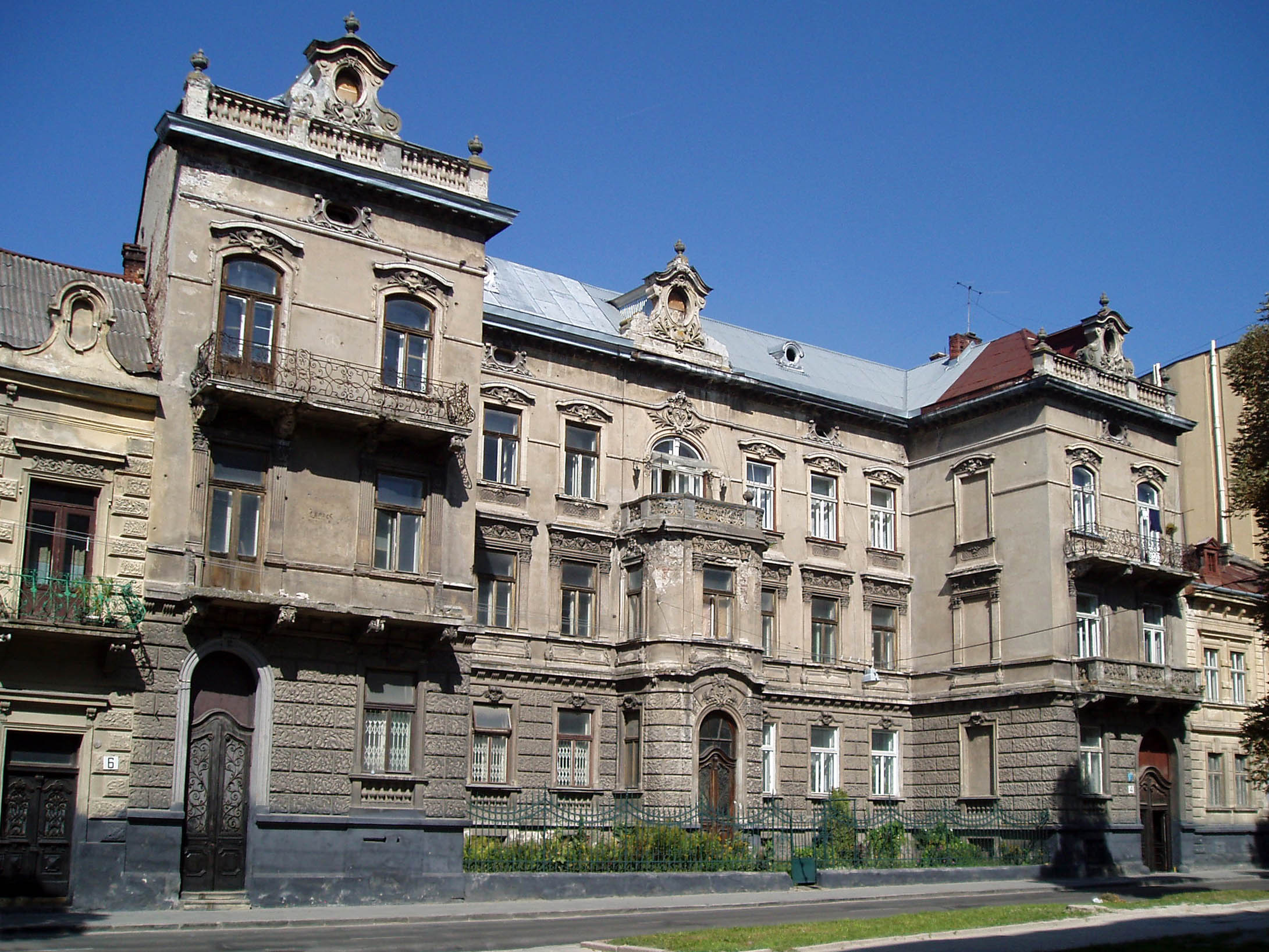
Будинок на вул. Тершаковців, 4
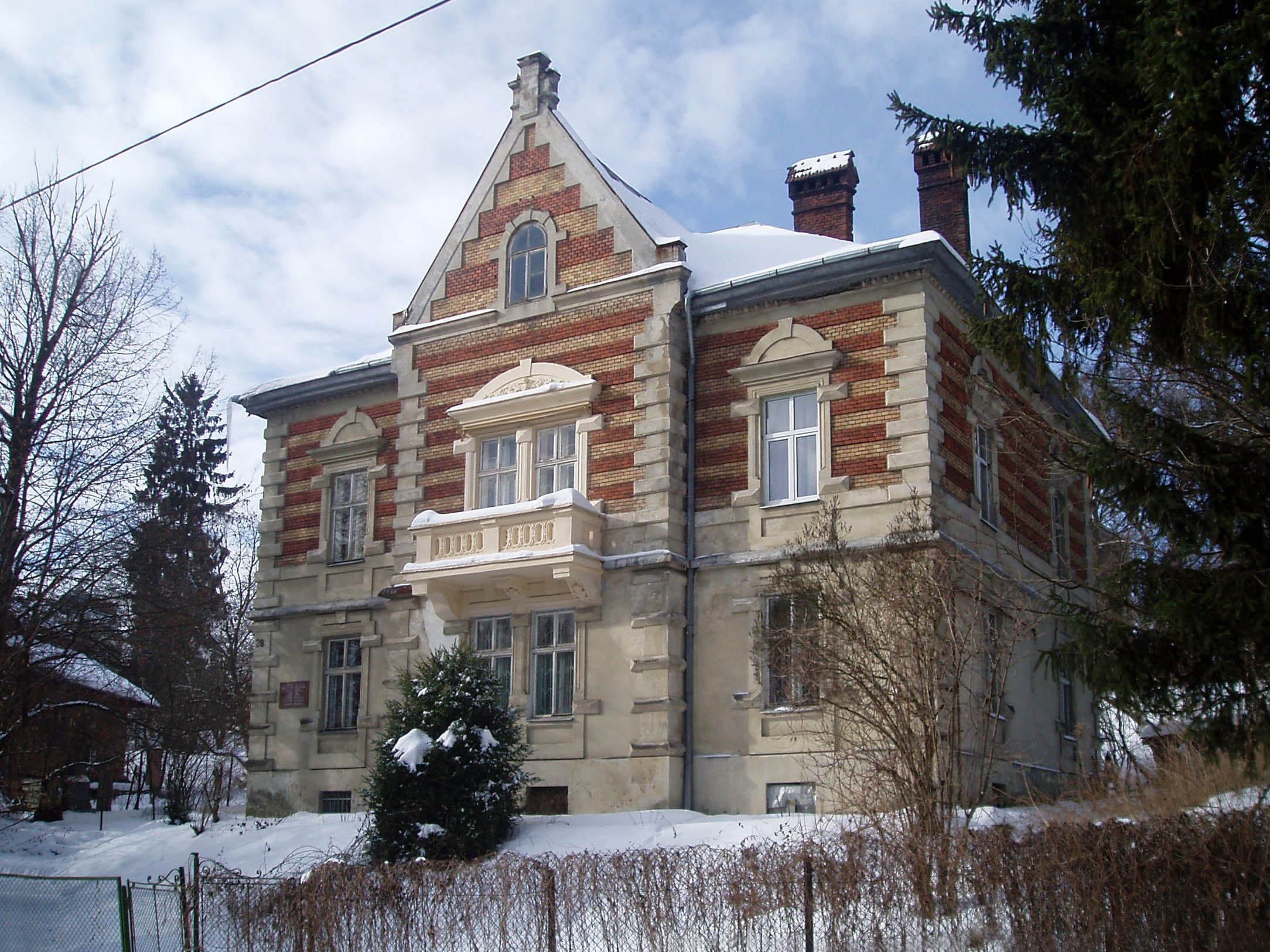
Вілла Солтисів на вул. Самчука, 28
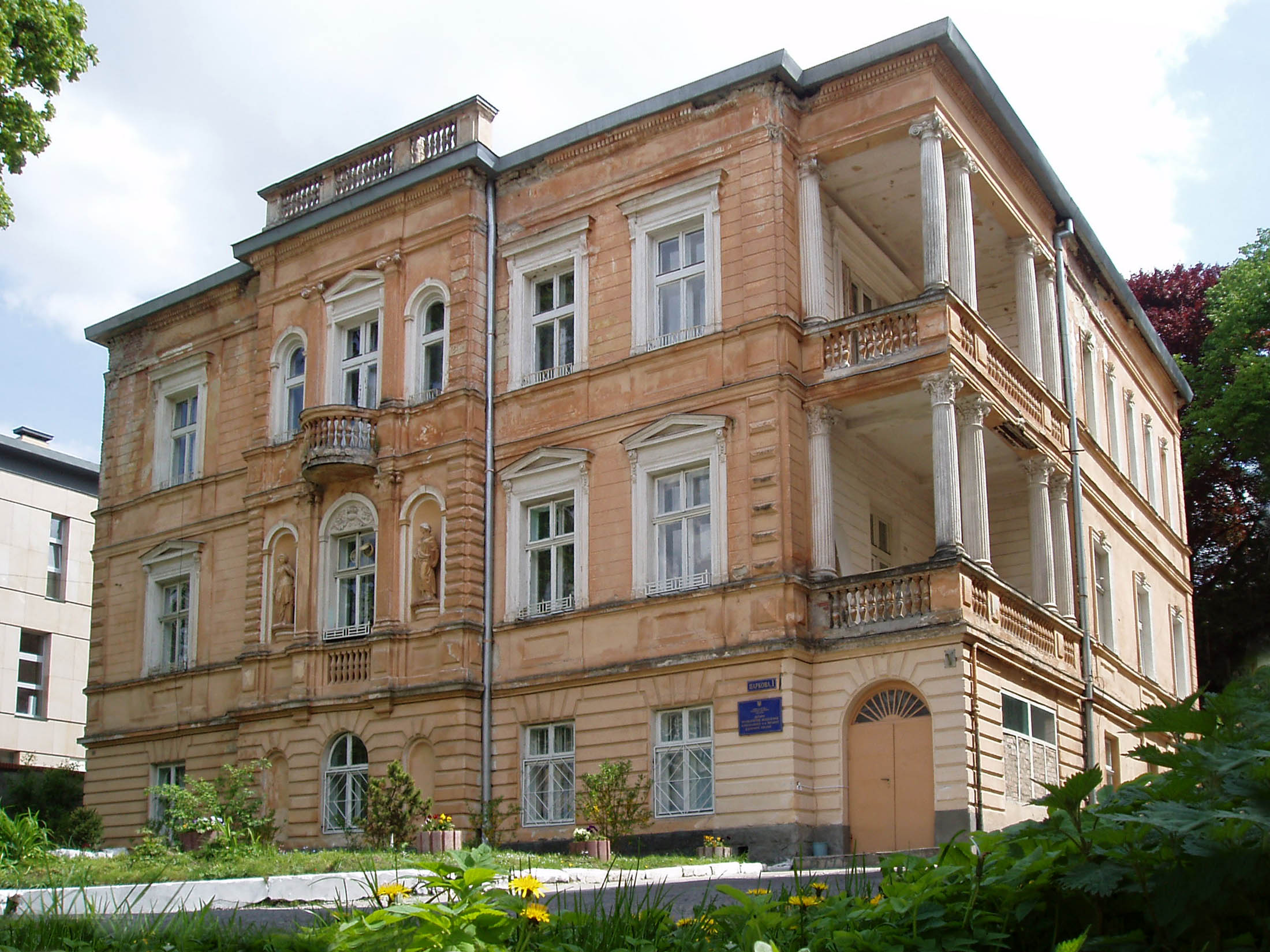
Вілла на вулиці Парковій, 1